# Vagabond (film)
Vagabond (originaltitel: Sans toit ni loi) är en fransk dramafilm från 1985, regisserad av Agnès Varda. Filmen vann Guldlejonet vid filmfestivalen i Venedig.

## Rollista i urval
- Sandrine Bonnaire – Mona Bergeron
- Macha Méril – Mme Landier
- Yolande Moreau – Yolande
- Stéphane Freiss – Jean-Pierre